# Премијер Краљевине Бахреин
Премијер Краљевине Бахреин је шеф владе у Бахреину.
Премијер се не бира из реда чланова Представничког вијећа, него га именује краљ Бахреина својим указом. На предлог премијера, краљ затим именује остале министре.
Краљевина Бахреин је имала и има само једног премијера од независности земље, Калифа ибн Салмана ел Калифа, ујака владајућег краља Хамада ибн Иса ел Калифа.